# Ludvig Theodor Neijber
Gustaf Ludvig Theodor Neijber, född 5 januari 1819 i Stockholm, död 25 juni 1913 i Södertälje, var en svensk tjänsteman.

## Biografi
Ludvig Theodor Neijber var son till Johan Ludvig Neijber (1787–1854) och Anna Charlotta Falk (1799–1882). Han var gift med Hedvig Eleonora Constantia Broberg (1827–1912) och de fick barnen Johan Ludvig Eugène (f. 1851) och Sigrid Anna Eleonora (1858–1934).
Efter studier i Uppsala 1837 inträdde han 1840 i rikets tjänst. 1849 blev han kanslist och 1865 kassör i Civilstatens pensionsinrättning. 1861 blev han notarie i Serafimergillet och 1863 protokollsekreterare i Sjöförsvarsdepartementet. 1876 blev han expeditionssekreterare och 1878 kanslisekreterare i Kunglig Majestäts kansli.
På den Allmänna etnografiska utställningen i Stockholm 1878–1879 hade Neijber nio föremål från Centralafrika utställda och man kan anta att några av dem ingick i den samling etnografiska föremål ur sonen Ludvig Eugène Neijbers konkursbo som Etnografiska museet i Stockholm köpte 1907 på auktion.

## Utmärkelser
- Riddare av Kungliga Vasaorden.[1][9]